# Claudio Hernández
Claudio Hernández Inostroza (San Rafael, Chile, 14 de julio de 1965), jinete chileno de rodeo. 
Comenzó a correr con su hermano Rufino Hernández, con quien llegaría a ser bicampeón del Campeonato Nacional de Rodeo. Comenzó como petisero, en el Criadero Estribillo, corriendo en los rodeos laborales. Luego pasó al Doña Lore, de Carlos Pozo. Después de unos años logra formar con su hermano su propio criadero, el Criadero "El Sacrificio". 
Logra clasificar al Campeonato Nacional de Rodeo de 2000 representando a su propio criadero sobre los lomos de "Trampero" y "Pegadito". A partir de ese campeonato logró clasificar a todos los siguientes campeonatos con destacadas participaciones. 
Después de destacar en muchos campeonatos nacionales logran vencer el año 2005, pasando a uno de los criaderos más fuertes del país, el Agua de los Campos y Mackena, para ser bicampeón representando a aquel criadero el año 2006, campeonato en el cual no sólo alcanzarían el bicampeonato, sino que también el récord nacional de puntaje en un Campeonato Nacional Chileno, con 48 puntos buenos. El año 2005 fue declarado como mejor deportista del rodeo chileno por el círculo de periodistas deportivos.
Defendió los colores del Criadero Agua de Los Campos y Mackena por tres temporadas junto a su hermano, hasta a principios de la temporada 2009, cuando se desvincula del criadero pasando al Criadero Doña Cecy. Actualmente corre junto a Jaime Fuentes y en su debut con el criadero ganaron el rodeo de Sauzal.

## Campeonatos nacionales
| Año  | Collera          | Caballos                 | Puntaje | Asociación |
| ---- | ---------------- | ------------------------ | ------- | ---------- |
| 2005 | Rufino Hernández | "Morenita" e "Inventada" | 38      | Talca      |
| 2006 | Rufino Hernández | "Malulo" y "Estruendo"   | 48      | Bío-Bío    |